# Никшићки партизански одред
Никшићки народноослободилачки партизански одред формиран је 29. новембра 1941. године одлуком Главног штаба НОП одреда Црне Горе о подели дотадашњег Дурмиторског партизанског одреда на два одреда — Дурмиторски и Никшићки одред. У састав новоформираног одреда тада су ушле партизанске јединице са подручја никшићког и херцегновског среза. За првог команданта одреда био је именова Сава Ковачевић, а за политичког комесара Милинко Ђуровић. 
Након повлачења партизанских снага из Црне Горе, од бораца Никшићког одреда је јуна 1942. године формирана Пета пролетерска црногорска ударна бригада, а део људства је био упућен у Четврту пролетерску црногорску бригаду, па је одред био расформиран. Након капитулације Италије, септембра 1943. године, одред је био поново формиран, а расформиран је 19. новембра 1944. године након ослобођења никшићког краја. 

## Народни хероји Никшићког одреда
Укупно 39 бораца Никшићког партизанског одреда је проглашено за народне хероје, а неки од њих су:
- Душан Бојовић, борац
- Саво Брковић, политички комесар Првог батаљона
- Василије Вујачић, борац
- Душан Вујовић, заменик командира чете
- Милица Вучинић, борац
- Вељко Зековић, заменик политичког комесара одреда
- Милинко Ђуровић, први политички комесар одреда
- Божидар Јовановић, заменик командира Никшићке чете
- Петар Јовановић, командант Трећег ударног батаљона
- Сава Ковачевић, први командант одреда
- Никола Љешковић, борац
- Мирко Матковић, командант Орјенског батаљона
- Вељко Милатовић, политички комесар чете
- Војин Николић, заменик политичког комесара одреда
- Ђоко Павићевић, заменик команданта Требјешког батаљона
- Вељко Радуловић,  политички комесар Ударног батаљона